# آدام گریفین
آدام گریفین (انگلیسی: Adam Griffin؛ زادهٔ ۲۶ اوت ۱۹۸۴) بازیکن فوتبال اهل بریتانیا است.
از باشگاه‌هایی که در آن بازی کرده‌است می‌توان به باشگاه فوتبال اولدهام اتلتیک، باشگاه فوتبال دارلینگتون، باشگاه فوتبال آلترینچام، باشگاه فوتبال استوک‌پورت کانتی، باشگاه فوتبال هاید، و باشگاه فوتبال آکسفورد یونایتد اشاره کرد.